# Шмонов Олександр Анатолійович
Шмонов Олександр Анатолійович (рос. Шмонов Александр Анатольевич; нар. 21 лютого 1952) — росіянин, відомий тим, що на святковій демонстрації 7 листопада 1990 року намагався застрелити Президента СРСР Михайла Горбачова. Працював слюсарем Іжорського заводу.

## Біографія
Олександр Шмонов народився 21 лютого 1952 року в Ленінграді. Працював слюсарем на Іжорському заводі в Колпіно, проживав в гуртожитку.
У другій половині 1980-х років Шмонов вступив до Соціал-демократичної партії Росії. Дотримувався радикальних політичних поглядів. Вважав генерального секретаря ЦК КПРС Михайла Горбачова винним у придушенні мітингу в Тбілісі 9 квітня 1989 року і в Баку 20 січня 1990 року (21 і 131 загиблий відповідно), за що і мав намір фізично знищити його і таким чином забезпечити демократичні вибори президента. Ще з березня 1990 року він розклеював листівки із закликами до вбивства Горбачова.
Шмонов купив німецьку двоствольну рушницю, попередньо отримавши на неї дозвіл в міліції. Перед від'їздом він послав в Кремль лист-ультиматум, але, переконавшись, що його вимоги виконувати ніхто не збирається, продовжив приготування до замаху. 5 листопада 1990 року він виїхав до Москви. Вранці 7 листопада зарядив обріз власноруч виготовленими боєприпасами підвищеної забійної сили, загримувався, наклеївши вуса і надівши перуку. Щоб уникнути металошукачів, Шмонов виготовив відволікаючий плакат на металевому стрижні з написом «Тримайся держава!». У кишені штанів він залишив передсмертну записку:
|  | На випадок моєї смерті повідомляю, що я хотів спробувати вбити президента СРСР Горбачова М. С. |

Згодом Шмонов розповідав, що в разі вбивства Горбачова з першого пострілу він планував другою кулею застрелити голову Верховної Ради СРСР Анатолія Лук'янова.
В 11:09 разом з колоною демонстрантів Шмонов наблизився до Мавзолею, де знаходилося керівництво СРСР на чолі з Горбачовим. Йому вдалося вклинитися між колонами і його поява не була помічена співробітниками КДБ. Коли до Мавзолею залишалося 47 м, Шмонов вихопив обріз, прицілився Горбачову в голову і натиснув на спусковий гачок. Старший сержант міліції Мильніков в останній момент встиг вдарити по рушниці, і обидві кулі пішли повз — одна вгору, інша — в стіну ГУМу. Шмонов був затриманий працівниками КДБ СРСР. Згодом експерти стверджували, що у Шмонова було мало шансів убити Горбачова — під костюмом у генерального секретаря був бронежилет, а ствол рушниці був занадто вкорочений.
Трансляція демонстрації по телебаченню була перервана в 11:10 концертом класичної музики і відновлена в 11:25.
Близько року Шмонов провів в СІЗО, наполягав на своїй осудності, хоча і відзначав, що зараз не пішов би на терористичний акт. Був визнаний психічно хворим і на чотири роки відправлений до психіатричної лікарні. Після виписки він був визнаний інвалідом II групи. Поки лікувався, його дружина розлучилася з ним і забрала з собою дочку. Згодом близько року працював сантехніком, потім створив і очолив ремонтно-будівельну фірму. Через кілька років він став займатися активною громадською діяльністю. У 1999 році намагався балотуватися в Державну Думу, але виборчком відмовив у реєстрації, забракувавши більшість зібраних підписів. Після зняття з виборів він став правозахисником і створив шість суспільно-політичних рухів. Шмонов бере активну участь у захисті осіб, які постраждали від психіатрів і захисті від примусового психіатричного лікування злочинців.